# Adolph Friedrich Hamberger
Adolph Friedrich Hamberger (* 14. März 1727 in Jena; † 5. Februar 1750 ebenda) war ein deutscher Mediziner.

## Leben
Adolph Friedrich war ein Sohn des Jenaer Medizinprofessors Georg Erhard Hamberger. Nach Förderung durch seinen Vater sowie Unterricht durch seinen Hauslehrer begann er im Alter von fünfzehn Jahren ein Studium an der Universität Jena, wo er bereits am 20. August 1737 immatrikuliert worden war. Am 23. Juli 1746 erwarb er den akademischen Grad eines Magisters der Philosophie und wurde am 23. August 1746 unter die Kandidaten der Medizin aufgenommen. Danach absolvierte er eine Gelehrtenreise, welche ihn durch Deutschland, Frankreich und die Niederlande führte.
Zurückgekehrt nach Jena promovierte er am 1. Oktober 1748 zum Doktor der Medizin, wurde im selben Jahr Prosektor am anatomischen Theater daselbst und habilitierte sich als Privatdozent. 1749 wurde er außerordentlicher Professor der Medizin und stiftete im selben Jahr die Jenaische gelehrte Zeitung. Bei der Arbeit über die Disputation de calore humano praeternaturali ergriff ihm am 19. Januar 1750 ein Fieber, an welchem er schließlich verstarb.

## Werke (Auswahl)
- Adscensvs Vaporvm Cavsas. Jena 1743 (Präs. Georg Erhard Hamberger, Online)
- Dissertatio Medica Inauguralis de calore humano naturali. Jena 1743 (Präs. Georg Erhard Hamberger, Online)
- De Calore In Genere. Jena 1748 (Resp. Johann Christian Graff, Online)